# Ota Kars
Ota Kars (* Praha) je český spisovatel a básník, autor úspěšných prozaických i básnických knih, držitel Magnesie Litera – Kosmas Ceny čtenářů za rok 2018. Býval přezdíván Iggy Pop české poezie. Sám se označuje za samozvaného veršotepce a prozorytce.

## Život
Narodil se v Praze v porodnici na Štvanici.
Vystudoval gymnázium v Nuslích.
Za komunismu pracoval na vlakové překládce Nádraží Praha-střed, jako závozník v Brně a také jako nekvalifikovaný učitel na základní škole na druhém stupni.
Ota Kars je bývalý performer v rámci různých aktivit v akčním básnickém seskupení Ota Kars und Karpeles a organizátor a aktivní účastník akcí Poetické Oko, HuLiDi a festivalu Kadeřábek.
Nyní[kdy?] opět žije a někdy píše v bytě na Letné, stejně jako dříve ve Strašnicích, Nuslích, v Líšni, Karlíně, Velvarech, Roudnici, Teplicích, Berlíně, Dejvicích, New Yorku a na Břevnově.
Ve svém textu, básni Rozmlácená krajina napsané v roce 2007, která vyšla ve sbírce Má láska je kurva, píše o svém životě, rodině a vztahu k malíři Georgesi Karsovi.

## Dílo
Oficiálně vyšlo:
- KARS, Ota. Fotbalová škvára. 1. vyd. Praha: Universum, 2023. 296 s. ISBN 978-80-242-9452-0. S. 296.
- KARS, Ota; PLÍHALOVÁ, Kristýna. V hlavní roli Tomáš Holý. 1. vyd. Praha: Argo, 2021. 104 s. ISBN 978-80-257-3495-7. S. 104.
- KARS, Ota. Má láska je kurva. 1. vyd. [s.l.]: Petr Štengl, 2019. 60 s. ISBN 978-80-87563-79-3. S. 60. Stránka autora na Facebooku
- KARS, Ota. Spratci. 1. vyd. [s.l.]: Mladá fronta, 2019. 232 s. ISBN 978-80-204-5236-8. S. 232. Stránka knihy u nakladatele Stránka knihy
- KARS, Ota. Spratci. e-kniha. 232 s. Stránka e-knihy
- KARS, Ota. Jmenuju se Tomáš. 1. vyd. [s.l.]: Mladá fronta, 2017. 200 s. ISBN 978-80-204-4632-9. Stránka knihy Stránka knihy u nakladatele Archivováno 29. 7. 2020 na Wayback Machine.
- KARS, Ota. Jmenuju se Tomáš. e-kniha. 272 s. Stránka e-knihy Stránka e-knihy Archivováno 6. 12. 2019 na Wayback Machine.
- KARS, Ota. Jmenuju se Tomáš. Audiokniha. Čte Aleš Háma. Stránka audioknihy Stránka audioknihy u nakladatele
- KARS, Ota. Smrtelná hodina, Patetická utrpení lásky, Obscénní pohyby básní (souborně jako Chutný juvenilní konvolut). 1. vyd. Praha: Yettey, 2007. 124 s. ISBN 978-80-903566-1-0. S. 124.

### Poezie
- Bezecesta (1997)
- Spalte tuto knihu (2001)
- trojsbírka Smrtelná hodina, Patetická utrpení lásky, Obscénní pohyby básní, souhrn jako Chutný juvenilní konvolut (2007)
- Má láska je kurva (2019)
- Lakonika / lakonika, laskonky, epitafy (2006–nyní)...samolepkový a grafický stále neuzavřený soubor. Některé lakoniky byla převzata do trojsbírky Chutný juvenilní konvolut a do sbírky Má láska je kurva.

### Próza
- Jmenuju se Tomáš (2017), biografie Tomáše Holého
- Spratci (2019), povídky, povídková novela
- Fotbalová škvára (2023), beletrie, JohnnyDick&Ota Kars, foto Zdeněk Lhoták a Pavel Lebeda

### Grafický román, komiksy
- Animal City (2005) v časopise Instinkt, kresba Tomáš Svoboda
- V hlavní roli Tomáš Holý (2021), nuselský grafický román, kresba Czina - Kristýna Plíhalová

## Ocenění
Obdržel několik ocenění za biografickou knihu o filmování a celém životě Tomáše Holého Jmenuju se Tomáš. Např. Magnesia Litera – Kosmas Cenu čtenářů (2018) a ocenění Český Bestseller (2017).
Trojsbírka Smrtelná hodina, Patetická utrpení lásky, Obscénní pohyby básní (souhrn jako Chutný juvenilní konvolut) byla Knihou týdne časopisu Týden (2007).